# Nebria hudsonica
Nebria hudsonica är en skalbaggsart som beskrevs av Leconte 1863. Nebria hudsonica ingår i släktet Nebria och familjen jordlöpare. Inga underarter finns listade i Catalogue of Life.